# جيش أسود الشرقية
جيش أسود الشرقية هي جماعة متمردة سورية تابعة للجبهة الجنوبية للجيش السوري الحر تشكلت في أغسطس 2014 ويوجد مقرها في جنوب شرق سوريا. كثير من مقاتلي الجماعة هم من رجال قبيلة الشعيطات من محافظة دير الزور. وكانت الجماعة نشطة أيضًا في مدينة دمشق في الفترة ما بين يناير ويوليو 2015، عندما اندمجت وحدتها في دمشق في اللواء الثامن التابع لجيش الإسلام. وركزت بشكل رئيسي على هزيمة تنظيم الدولة الإسلامية في شرق البادية السورية، حيث سيطرت على مناطق شاسعة منذ 2016.

## تاريخ

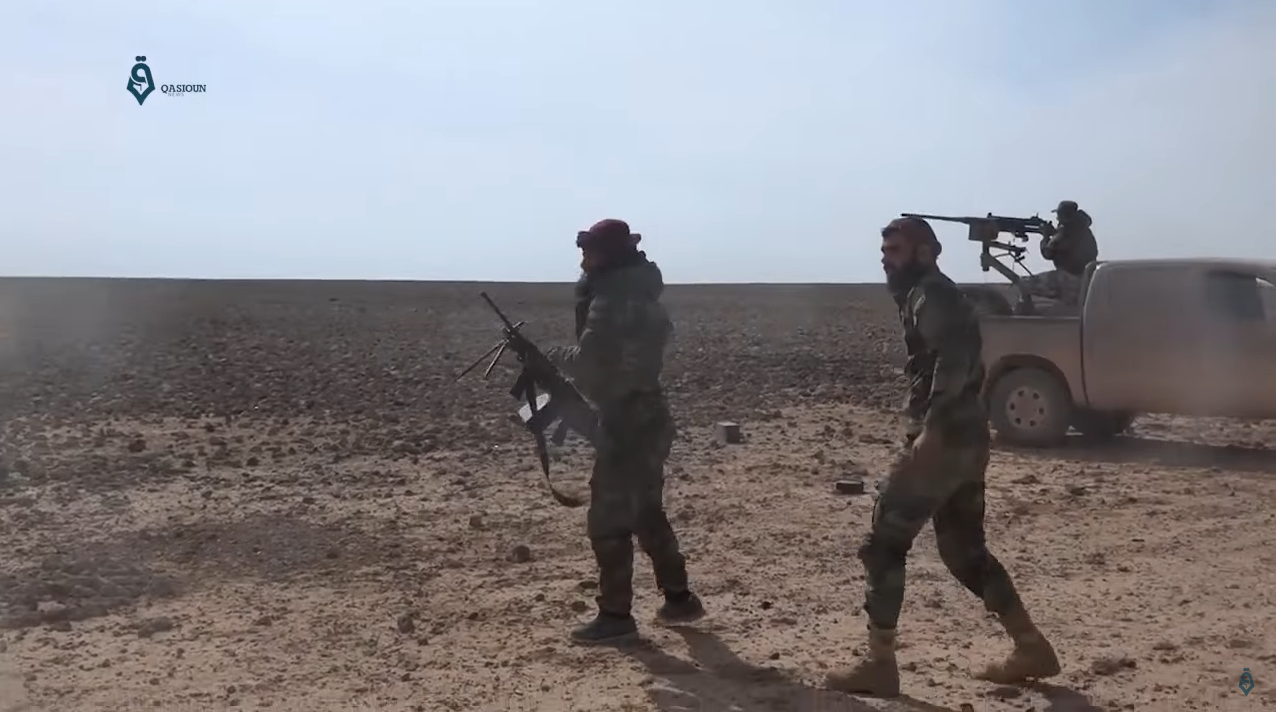
مشاة الميليشيا مع تقنية.

تعود أصول جيش أسود الشرقية إلى التمرد في محافظة دير الزور في 2011–14، عندما ظهرت عدة جماعات متمردة للقتال ضد حكومة بشار الأسد. وكان من بينها لواء بشائر النصر، الذي أسسه طلاس السلامة في عام 2012. وأصبح السلامة في نهاية المطاف واحد من أبرز قادة المتمردين المناهضين لداعش في المحافظة، بينما أصبحت جماعته معروفة بمساعدة الضباط والجنود الحكوميين في دير الزور بالانشقاق بتهريبهم إلى مناطقهم الأصلية. ومن بين الجماعات المتمردة البارزة الأخرى، التي انضمت فيما بعد إلى جيش أسود الشرقية، لواء القادسية ولواء عمر المختار من البوكمال، وبيارق الشعيطات، وهي ميليشيا تشكلت من أفراد قبيلة الشعيطات. وحاولت هذه الجماعات بدون جدوى مقاومة هجوم واسع النطاق قام به داعش في منتصف 2014 واقتادها من محافظة دير الزور. العديد من الجماعات المتمردة، ومن بينهم رجال السلامة، انتقلت بعدها إلى جبال القلمون الشرقية. وهناك، اندمجت لواء بشائر النصر مع 11 فصيلًا آخر من فصائل دير الزور السابقة، مشكلة جيش أسود الشرقية تحت قيادة السلامة. واختير اسم المجموعة الجديدة من أجل الإبقاء على صلة الأعضاء بمناطقهم الأصلية الشرقية. وكان الجيش في الأصل عضوًا في جبهة الأصالة والتنمية. ولبضعة أشهر في 2015، كان للأسود أيضًا وجود في الغوطة الشرقية في ضواحي دمشق، حيث انضمت إليهم لواء أسود العاصمة وساعدت المتمردين المحليين الآخرين في قتال فرع داعش في الغوطة الشرقية. في نهاية المطاف، ترك لواء أسود العاصمة جيش أسود الشرقية واندمج مع اللواء الثامن بجيش الإسلام.
منذ تشكيله، حارب جيش أسود الشرقية إلى جانب الجماعات المتمردة الأخرى ضد داعش في جنوب البادية السورية وجبال القلمون، وعلى الرغم من الانتكاسات تمكنت من الاستيلاء علي الكثير من الأراضي. ولتوسيع نطاق قوتها، جندت جماعه السلامة كلًا من الشبان من المناطق التي أخذوها من داعش، فضلًا عن مقاتلي داعش السابقين الذين استسلموا. ووفقًا للسلامة، فإن العديد من المقاتلين التابعين لداعش هم «أناس بسطاء ولا خيار للكثيرين» وإنما التعاون مع التنظيم الإسلامي. يحاول جيش أسود الشرقية «إعادة تأهيل» أعضاء داعش، مع شرح رجل الدين الجماعة على سبيل المثال للسكان المحليين والسجناء لماذا داعش ليس «إسلاميًا». في أواخر نوفمبر 2015، مع ذلك، انضم العديد من المتمردين من جيش أسود الشرقية لجيش سوريا الجديد. وبعد ذلك بشهر ترك الأسود جبهة الأصالة والتنمية، وإن استمر في الحفاظ على علاقة ودية معها.
في حزيران 2016، انضم الأسود إلى هجوم فاشل في نهاية المطاف للاستيلاء علي البوكمال من داعش. وبعد ذلك بشهر، تعرضت مواقع الجيش بالقرب من معبر الحدلات الحدودي مع الأردن لضربات جوية من القوات الجوية الروسية. وفي وقت لاحق من ذلك العام، ساعدت في التصدي لهجوم لداعش في شرق القلمون، وفي أوائل 2017 كانت جزءًا من حملة واسعة النطاق للمتمردين استولوا خلالها على الكثير من الأراضي من داعش. وبما أن جيش أسود الشرقية تركز قوتها في الغالب على مكافحة داعش، تجنبت الجماعة محاربة الحكومة السورية منذ 2016، رغم أنها لا تزال معادية للأسد.

## الأيديولوجيا
يبدو أن الجماعة ليس لديها أيديولوجيا موحدة إلى جانب السعي إلى الإطاحة بحكومة الأسد وهزيمة داعش. ولم يكن لبعض الوحدات داخل جيش أسود الشرقية أي التزامات أيديولوجية على الإطلاق قبل أن تندمج في الجماعة، بينما حاول السلامة تصوير فصيله بأنه علماني أو على الأقل غير إسلامي. بيد أن المحلل آرون لوند لاحظ أن كلًا من قيادة الجماعة، فضلًا عن بعض الوحدات داخل الجيش كانت قريبة من الجماعات السلفية المعتدلة، بما في ذلك جبهة الأصالة والتنمية، على الرغم من أن هذا قد نشأ جزئيًا من الحاجة إلى جمع الأموال والحصول على المعدات من المنظمات الإقليمية فضلًا عن الدولية المؤيدة للسلفية. غير أن الجيش أعرب عن ميوله المناوئة لإيران بعد أن وصف حكومة الأسد بأنها «النظام الصفوي الشرير».

## وصلات خارجية
- قناة يوتيوب الحالية لجيش أسود الشرقية
- قناة يوتيوب السابقة لجيش أسود الشرقية